# توماس مورو
توماس مورو (بالإنجليزية: Thomas Morrow)‏ هو سياسي أسترالي، ولد في 23 مارس 1888، وتوفي في 20 فبراير 1971. انتخب عضو الجمعية التشريعية نيو ساوث ويلز.